# 머튼 칼리지

머튼 칼리지의 문장

머튼 칼리지(영어: Merton College)는 영국 옥스퍼드 대학교의 칼리지이다.

## 역사
옥스퍼드 대학교의 모든 학생들과 대부분의 교직원들은 칼리지 또는 홀에 속해야만 한다. 옥스퍼드 대학교는 39개의 칼리지와 6개의 홀로 이루어져 있는데, 각 칼리지와 홀은 대학 본부와 연계돼 있으나 재정상 독립돼 있으며 자치권을 가진다. 일부 교육 과정을 제공하지 않는 칼리지와 홀도 있다. 최초의 칼리지인 유니버시티 칼리지가 1249년에 세워졌고, 이어 베일리얼 칼리지와 머튼 칼리지가 각각 1263년과 1264년에 세워졌다.
헨리 3세와 에드워드 1세의 대법관 (영국)(Lord Chancellor)이었던 월터 드 머튼(Walter de Merton)이 처음으로 독립적인 학술 커뮤니티를 위한 법령을 작성하고, 이를 지원하기 위한 기부금으로 1264년에 설립했다.
1274년 월터가 왕실에서 은퇴하고 대학 규정을 최종적으로 수정했을 때, 커뮤니티는 옥스포드 시의 남동쪽 모퉁이에 있는 현재 위치에 통합되었고 빠른 건축 프로그램이 시작되었다. 홀과 예배당 및 나머지 전면 쿼드는 13세기가 끝나기 전에 완성되었다. Merton의 사각형 중 하나인 Mob Quad는 1288년에서 1378년 사이에 건설되었으며 Oxford에서 가장 오래된 사각형이다.
많은 옥스포드 대학과 마찬가지로 Merton은 7세기가 넘는 기간 동안 남성 전용 기관으로 설립된 후 1979년에 처음으로 여성의 입학을 승인했다.
4명의 노벨상 수상자를 배출했다. 1945년부터 1959년까지 머튼 영어영문학과 교수였던 작가 J. R. R. 톨킨이 유명하다. 반지의 제왕으로 유명하다.
2022년 9월 6일 영국 총리가 될 리즈 트러스가 머튼 칼리지 졸업생이다.
머튼은 옥스포드에서 가장 부유한 대학 중 하나이며 2020년 7월 현재 총 2억 9,800만 파운드의 자금을 보유하고 있다. Merton은 Norrington Table에서 정기적으로 1위를 차지하면서 학문적 성공으로 강한 명성을 얻었다.

## 옥스퍼드 PPE
창설 102년이 된 옥스퍼드 PPE(Philosophy, Politics and Economics, 철학·정치·경제 융합 전공)는 영국 총리를 배출하는 특정 대학의 특정 학과로 유명하다. 노동당의 해럴드 윌슨, 보수당의 에드워드 히스, 데이비드 캐머런, 리즈 트러스 등 4명의 영국 총리를 배출했다.
전 미국 대통령 빌 클린턴, 전 파키스탄 총리 베나지르 부토, 버마 전 국가 고문 아웅산 수치, 전 호주 총리 말콤 프레이저와 로버트 호크 등도 이 학과 출신이다. 거기다가 영국 사회에 지대한 영향을 끼치는 영국 최대 부수의 언론인 '더 선'과 최고의 정론지 '더 타임스' 소유주인 호주 출신 언론재벌 루퍼트 머독도 PPE 출신이다. 원래 PPE는 좌파 성향이 강한 졸업생을 많이 배출해 노동당 정치인들의 산실로 불렸으나 최근 들어서는 보수당 총리를 비롯해 보수당 정치인들을 더 많이 배출하는 추세다.

## 규모
학부생 291명, 대학원생 244명이다.

## 노벨상
- 프레더릭 소디 - 1921년 노벨 화학상
- T. S. 엘리엇 - 1948년 노벨 문학상
- 니콜라스 틴베르헌 - 1973년 노벨 생리학·의학상
- 앤서니 레깃 - 2003년 노벨 물리학상